# Peter Hyndman
Peter Hyndman (* 1942; † 7. September 2006 in Vancouver) war ein kanadischer Politiker (British Columbia).

## Studium und Beruf
Nach dem Studium der Rechtswissenschaften an der Law School der University of British Columbia und der Wirtschaftswissenschaften an der Harvard University arbeitete er als Rechtsanwalt.

## Politische Tätigkeiten
Hyndman war ursprünglich Mitglied der Konservativen Partei und Redenschreiber des früheren kanadischen Premierministers John Diefenbaker. 1974 begründete er allerdings aus Unzufriedenheit über die Politik der Konservativen Partei die Social Credit Party of Canada mit.
Von 1979 bis 1983 vertrat er den Wahlkreis Vancouver South in der Legislativversammlung von British Columbia. Zudem war er von 1981 bis 1983 Minister für Verbraucher- und Genossenschaftsangelegenheiten in der Regierung von British Columbia.

## Spätere berufliche Tätigkeiten
Nach dem Rückzug aus der aktiven Politik arbeitete Hyndman erneut als Rechtsanwalt sowie als Direktor verschiedener öffentlicher und privater Gesellschaften. So war er zum Beispiel Gründungsdirektor der „Pacific Salmon and Steelhead Societies“. Später wurde er Gouverneur des Wirtschaftsrates von British Columbia.
Zuletzt war er ab 2003 Mitglied des Direktoriums der Unabhängigen Wählervereinigung (Non-Partisan Association) sowie deren stellvertretender Wahlmanager zur Wahl 2005.